# Caspar Friedrich Schmidt
Caspar Friedrich Schmidt var en tysk porträttmålare, verksam i slutet av 1700-talet. 
Schmidt var en kringresande porträttmålare som var verksam i Göteborg 1794–1795. För att få uppdrag annonserade han i Göteborgspressen om sin skicklighet och han erbjöd även lektioner i ritning och målning. Bland de porträtt han utförde märks det över domprosten Samuel Älf som numera tillhör Sankt Lars kyrka i Linköping samt porträttet över kaptenen Gustav Insenstierna. 